# Ana Dueso-Barroso
Ana Dueso-Barroso és una científica catalana. És graduada per la Universitat de Vic-Universitat Central de Catalunya (UVIC-UCC), té un màster en genètica (UB) i està especialitzada en genòmica del càncer.
Actualment està finalitzant els seus estudis de doctorat en biomedicina, que ha dut a terme al Centre Nacional de Supercomputació (BSC-CNS), i treballa com a investigadora bioinformàtica al grup d’immunogenòmica computacional de l’Institut d’Oncologia de la Vall d’Hebron (VHIO).
És la presidenta i responsable de gestió interna de les Young IT Girls, una associació sense ànim de lucre que promou les vocacions tecnològiques entre les nenes i les noies.